# Altキー

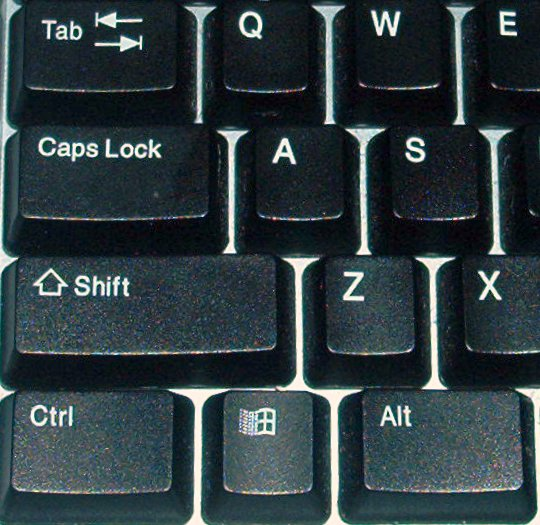
Alt キー（画像では右下）

Alt キー（オルトキー 英: Alt key）は、コンピュータ用のキーボードの修飾キーの一つ。キートップには通常 Alt と刻印されている。Alt キーは、シフトキーやコントロールキーなどと同様に、他のキーと一緒に押し下げることで、別の様々な機能を実行できる。

## 概要
Alt キーは、他のキーと一緒に押し下げることで、そのキーの機能を変えることができる。例えば、単にAのキーを押せば A という文字が入力されるが、Alt キーを押しながらAのキーを押せば、対応したソフトウェアでは該当の機能が実行される。
Alt キーの位置などはキーボードによるが、PC/AT 互換機で主流となったオリジナルの IBM 101 拡張キーボードでは、スペースキーの左右にあり緑色で印字されている。ヨーロッパなどの 102/105 多国語キーボードなどでは、右側は Alt Gr (ALTernate Graphic key) であり、各国の欧文文字や特殊記号などの入力に使用できる。
日本語 106/109 キーボードでは、かな漢字変換用のコンビネーションキーにも使用されている。漢字キー（⎇ Alt+半角/全角 による、かな漢字変換のオン・オフ）、ローマ字キー（⎇ Alt+カタカナ/ひらがな による、ローマ字入力のオン・オフ）などである。オリジナルの OADG キーボード（PS/55後期の5576-A01以降）では、「漢字」「ローマ字」のキーボード上での表示は該当するキーの手前（前面）に、⎇ Altキーの印字と同じ緑色の文字として印字されている。なお日本 IBM の昔のキーボード（PS/55前期の5576-001/002/003まで）では、機能（スキャンコード）は⎇ Altキーと全く同一であるが前面キーと呼ばれ、キートップに緑色で前面と印字されている。

## 名称
⎇ Alt キーはの「alt」とは「alternate」の略で、英語で「別の」「代わりの」「代替の」という意味である。Unicodeには「ALTERNATIVE KEY SYMBOL (U+2387)」として「⎇」が定義されている。

### 読み方
⎇ Alt キーの読み方は、何らかの仕様や規格で規定されてはいないので人により異なる。またそのために日本語での表記の仕方も人により異なる。
英語においては、著名な辞書の間でも発音表記が異なっている。
| 発音記号    | 辞書                                                   |
| ----------- | ------------------------------------------------------ |
| /ˈælt ˌkiː/ | Cambridge English Dictionary（ケンブリッジ大学出版局） |
| /ˈɔːlt kiː/ | Oxford Dictionaries（オックスフォード大学出版局）      |

日本語においても表記が定まっていない点で同様であり、カタカナで表記する場合、「オルトキー」と「アルトキー」の二つの表記が使われている。辞書によっても表記が異なっている。
| 表記                                 | 辞書            |
| ------------------------------------ | --------------- |
| 「オルトキー」                       | sophia-it.com、 |
| 「オルトキー」と「アルトキー」の両方 | e-words.jp      |

## 歴史
由来のひとつは「スペースカデットキーボード」の「Metaキー」である。Metaキーは最上位ビットが 1 となった信号を生成する。例えばAキー単体を押した場合に発生する信号は01000001だが、Meta+A を押した場合に発生する信号は 11000001 である。しかし現在では最上位のビットは国際化（多言語対応）の要件があるため、Altキーはそのようには動作しないような設定になっていることがほとんどである。類似のものとして PC-9800シリーズなどのグラフキー (GRPH、GRAPH) があり、当初はメーカー独自の図記号などの入力に、後には⎇ Altキーの代用として使われた。

## 主な用途
IBM PC および互換機では、Ctrl+⎇ Alt+Delete のキーコンビネーションが有名である。本来の機能は「強制的なシステム再起動」であり、MS-DOS, Windows 3.x, OS/2 などではシステム再起動として機能した。しかし、現在の Microsoft Windows (Windows NT) ではバージョンや設定にもよるが、起動時や画面ロック解除時のログイン画面の呼び出しや、タスクマネージャの起動（アプリケーションやプロセスの確認、応答の無いアプリケーションの強制終了ができる）などに使用されている。
他には⎇ Alt+F4の「ウィンドウを閉じる」、⎇ Alt+⭾ Tabの「ウィンドウを切り替える」などが有名である。更に Windows を含めた多くの GUI 環境では、⎇ Altキーはプルダウンメニューへのアクセスとしても使われる。なお、「はい(Y)」「いいえ(N)」や「ファイル(F)」などのように、ボタンやメニューコマンドなどのラベル文字が下線付きで表示されるものがあり、⎇ Altキーを押しながら下線の文字キーを押下することで、該当するボタンやメニューコマンドのショートカットキーとなる。Windowsではこれをアクセスキーと呼んでいる。⎇ Altキー他にもリボンインターフェイスのキーヒントを表示するときに使用される。
Apple Keyboardでは、⎇ Altキーが在るものと無いものがある。Mac のキーボードの多くでは、オプションキーに Alt と印字されており、UNIX や Windows 用のソフトウェアを使う場合に⎇ Altキーとして使用できる。